# Baguinéda-Camp
Baguinéda-Camp är en kommun i Mali.   Den ligger i regionen Koulikoro, i den sydvästra delen av landet, 40 km öster om huvudstaden Bamako.